# Garudasana

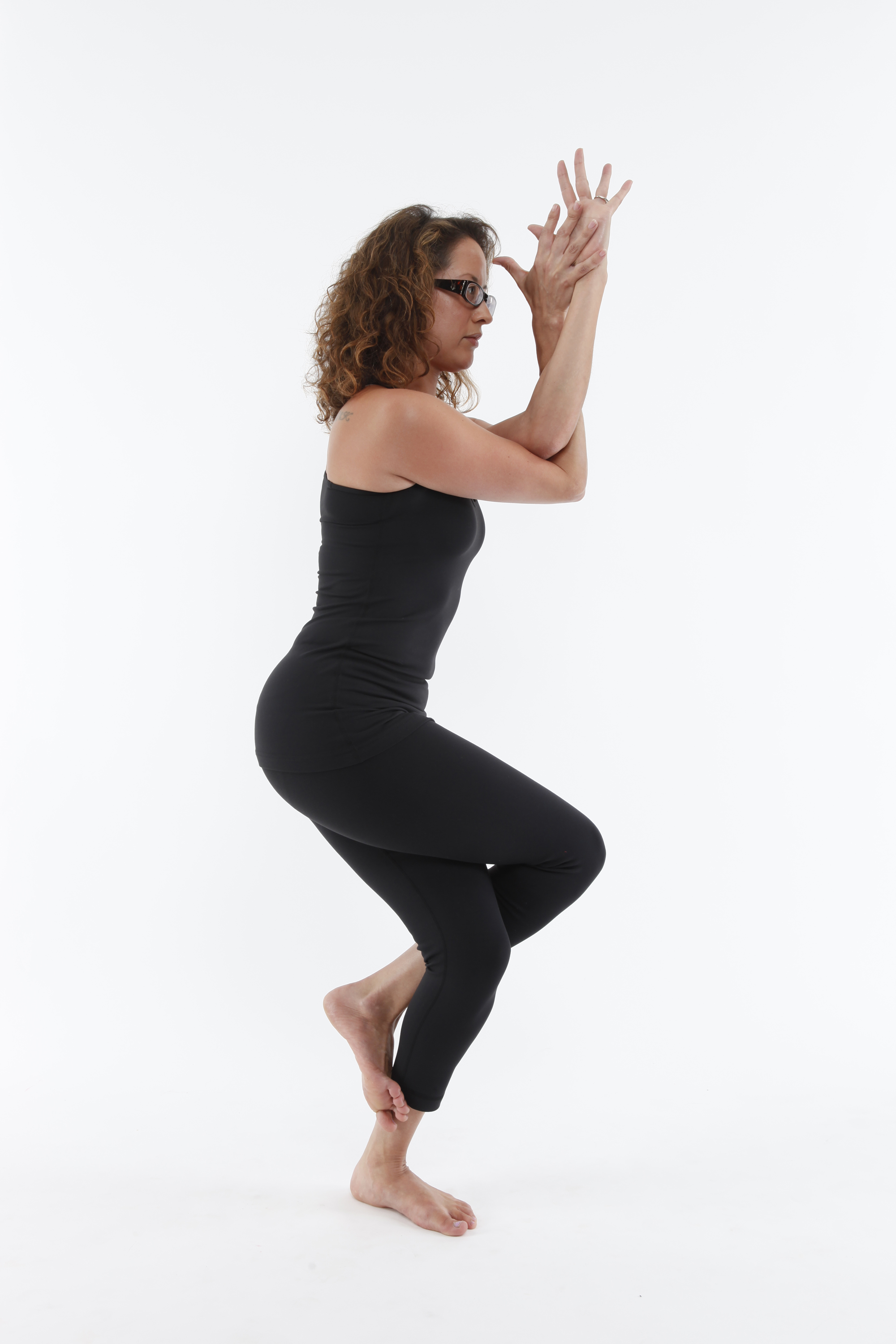
Garudasana

Garudasana (Sanskrit गरुडासन Garuḍāsana, auch Garurasana; auf Deutsch: Haltung des Garuda oder Adler) ist eine Übung des Yoga. Der Sanskritname bildet sich aus den Wörtern garuḍa (गरुड) (ein vogelähnliches Reittier in der asiatischen Mythologie) und āsana (आसन) (Bedeutung: „Sitz“ oder „Körperhaltung“).

## Körperliche Ausführung
Diese Asana wird mit einer aufgerichteten Wirbelsäule und im Wechsel beider Körperseiten praktiziert. Die ausführende Person kann mit Tadasana (Berghaltung, also das Aufrechtstehen) anfangen. Beispielsweise wird der rechte Arm unter den linken geschwungen und die Handflächen so weit wie möglich in die Grußgeste Namaste gebracht. Das rechte Knie wird gebeugt und das linke Bein wird über das rechte geschwungen, wobei man versucht, die Beine ineinander zu verdrehen. Diese Haltung kann auch mit einem runden Rücken praktiziert werden.

## Mythologie

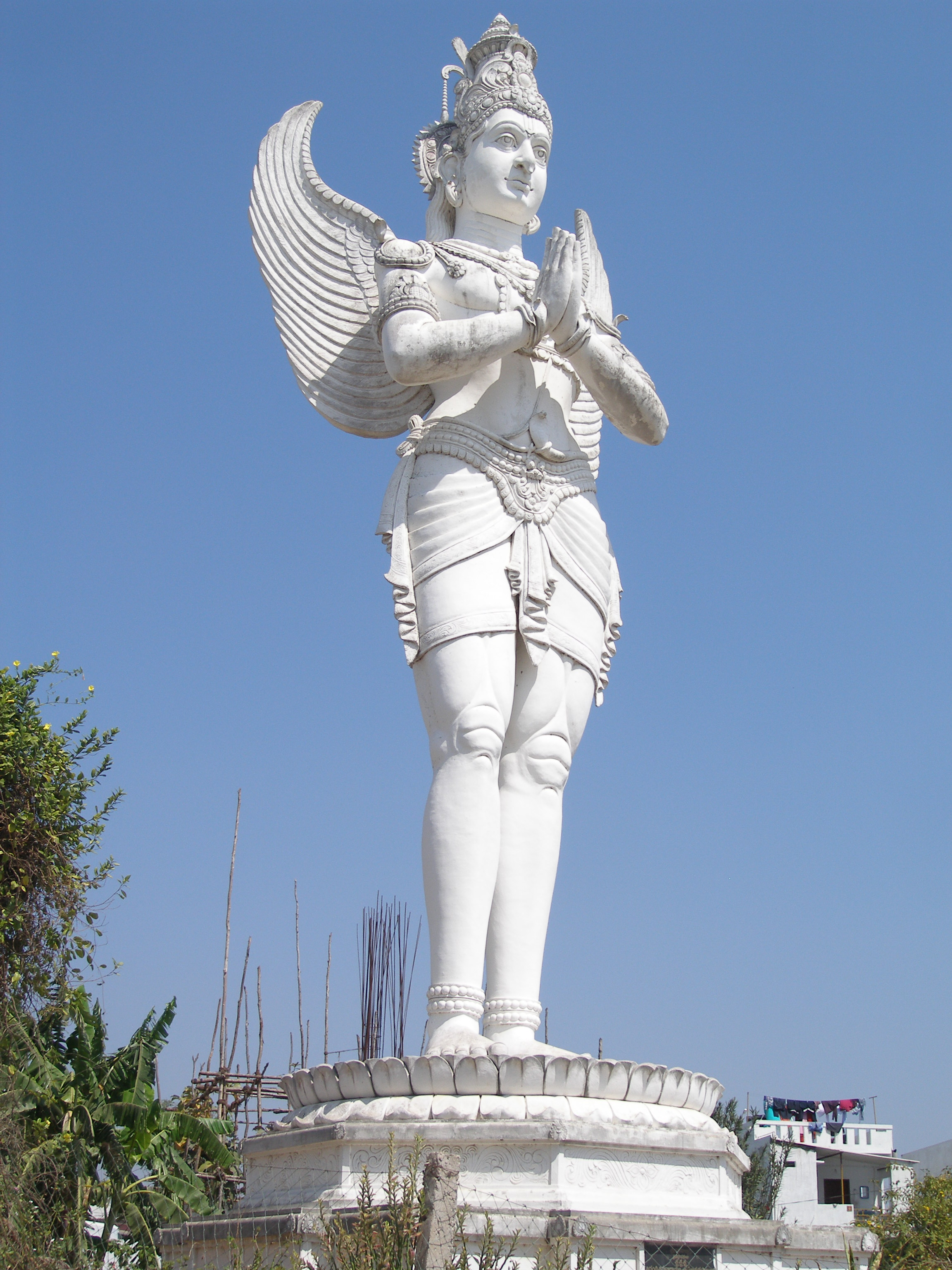
Garuda-Statue im Venkateswara-Tempel von Tirumala

In der hinduistischen Mythologie ist Garuda ein schlangentötendes Reittier des Vishnu (einer Form des Göttlichen). Allgemein in der asiatischen Mythologie gilt er als Götterbote. Seine Gestalt wird in Wappen benutzt und gilt als Hoheitszeichen.

## Gesundheitliche Aspekte
B. K. S. Iyengar berichtet, dass die Stellung die Fußknöchel entwickelt sowie Steifheit in den Schultern löst und Erling Petersen teilt die Erfahrung einer Stärkung und Mobilisierung von Beinen, Armen und Hüften mit. Das Zusammendrücken der Arme und Beine in dieser Stellung verbessert den Kreislauf und entwickelt ihr Bewusstsein für die Extremitäten bis zu den Fingern und Zehen, drückt das Sivananda Yoga Vedanta Zentrum aus. Wissenschaftliche Forschungen über Wirkungen einzelner Asana auf die Gesundheit gibt es kaum.